# Dreieck Hochrhein
Dreieck Hochrhein is een knooppunt in de Duitse deelstaat Baden Württemberg.
Op dit trompetknooppunt gelegen in de regio Hochrhein sluit de A861 vanaf de Zwitserse grens aan op de A98 Dreieck Weil am Rhein-Rheinfelden.